# Helmut Wriedt
Helmut Wriedt (* 1922 in Hassee) war ein deutscher Handballspieler.

## Werdegang
Wriedt wurde in Hassee, einem Stadtteil der Landeshauptstadt Kiel, geboren. Von Jugend an interessierte er sich für den Handballsport. Er wurde Mitglied des örtlichen Sportvereins THW Kiel, in dessen Feldhandballmannschaft er bald zu den Stammspielern gehörte. Der THW Kiel gehörte schon vor der Gründung der Bundesrepublik Deutschland zu den führenden deutschen Feldhandballmannschaften. Bereits 1948 wurde der THW Deutscher Feldhandballmeister (damals noch Interzonenmeisterschaft genannt) in der Besetzung Helmut Wriedt, Heinrich Dahlinger, Kalli Feddern, Rolf Krabbenhöft, Kurt Ochs, Herbert Podolske,  Herbert Rohwer, Theo Schwedler, Heinz-Georg Sievers, Fritz Westheider, und Fritz Weßling.
Diesen Erfolg wiederholte der THW Kiel 1950. Helmut Wriedt war erneut dabei und gewann den Meistertitel zusammen mit Hansjürgen Knipphals, Schwedler, Sievers, Westheider, Podolske, Krabbenhöft, Dahlinger, Heinz Rieckmann, Ochs, Heinrich Bücker, Rohwer und Weßling.
Für den Gewinn der Deutschen Feldhandballmeisterschaft 1950 wurden Helmut Wriedt und die THW-Meistermannschaft am 1. Dezember 1950 von Bundespräsident Theodor Heuss mit dem Silbernen Lorbeerblatt ausgezeichnet.
Außerdem wurde er dadurch geehrt, dass die Sporthalle der Hasseer Schule nach ihm benannt wurde (Helmut-Wriedt-Halle).